# ГЕС Пор'юс
ГЕС Пор'юс (швед. Porjus) — гідроелектростанція на півночі Швеції. Знаходячись між ГЕС Vietas (вище за течією) та ГЕС Харспронгет, входить до складу каскаду на річці Лулеельвен, яка впадає у Ботнічну затоку Балтійського моря біля міста Лулео.
Спорудження першого гідроенергетичного об'єкту на місці сучасної ГЕС Porjus почалось ще у 1910 році. Метою проекту було забезпечення електрифікації залізниці Мальмбанан, створеної для вивезення залізної руди з району Кіруна. Враховуючи розташування будівельного майданчика у практично неосвоєному районі, в 1911-му сюди проклали спеціальне відгалуження залізниці. Введена в експлуатацію у 1915-му, станція поступово підсилювалась та до 1960-го мала дев'ять гідроагрегатів. Наразі з них залишилось лише сім, які хоч і знаходяться у працездатному стані, проте не використовуються та входять до експозиції музею. Ще два агрегати (№ 8 та № 9) з турбінами типу Френсіс та типу Каплан потужністю по 10 МВт належать дослідницькому центру, створеному в 1994 році компаніями Vattenfall, ABB Generation (в подальшому стала підрозділом Alstom) та Kvaerner Turbin (GE Hydro).
З 1975 року потенціал району Porjus використовує нова електростанція, проект якої включав зведення також нової греблі. Ця споруда висотою 25 метрів виконана як кам'яно-накидна з ядром із моренного ґрунту та утримує водосховище Stora Lulevatten з проектним коливанням рівня поверхні в діапазоні 3,5 метра.
Машинний зал станції споруджений у підземному виконанні в правобережному масиві. Він обладнаний двома турбінами типу Френсіс загальною потужністю 430 МВт, які при напорі у 60 метрів забезпечують виробництво 2 млрд млн кВт-год електроенергії на рік.
Диспетчерський центр для управління всім каскадом компанії Vattenfall на Лулеельвен знаходиться у Vuollerim.